# A7V-U
Der Sturmpanzerwagen A7V-U ist eine deutsche Panzerentwicklung aus dem Ersten Weltkrieg, eine Weiterentwicklung des A7V. Dessen Name entstand in Anlehnung an das Amt der Abteilung 7 Verkehrswesen.

## Beschreibung

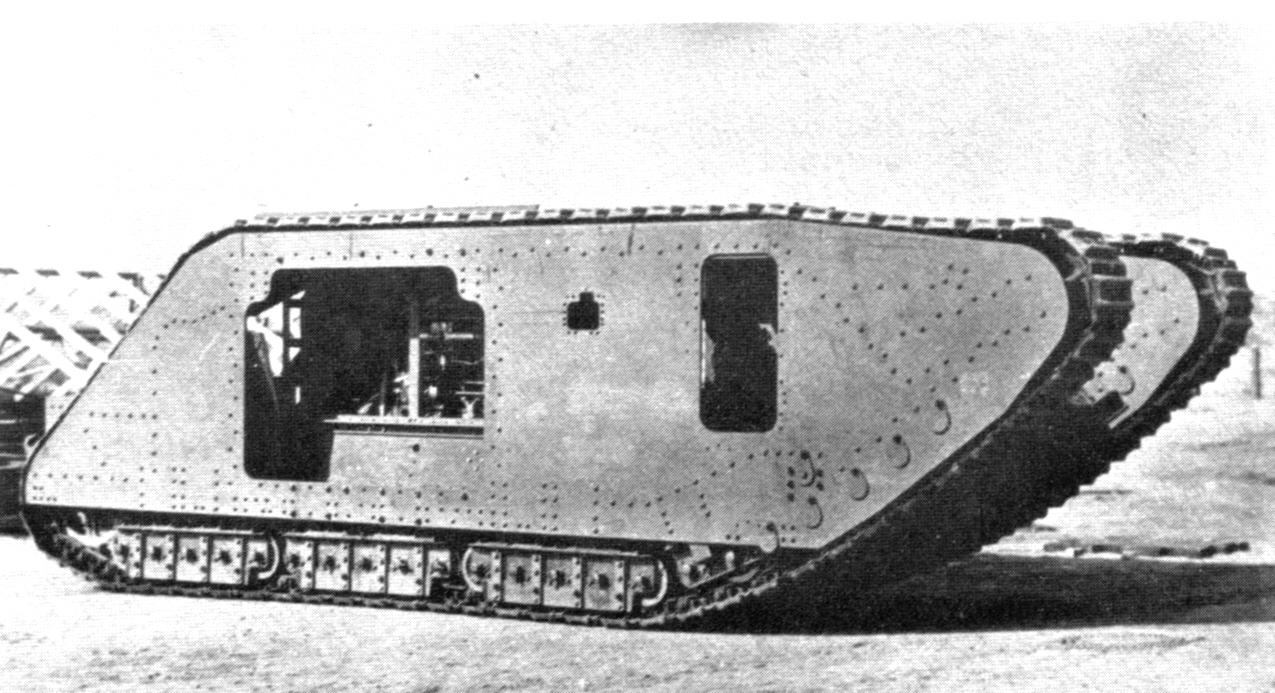
A7V-U vor der Montage von Seitenerkern und Turm

Es handelt sich beim A7V-U um einen 1917 entwickelten Panzer mit einer umlaufenden Kettenführung, dessen Längsseiten eine ungefähre Rhombusform aufwiesen, wie sie von den britischen Panzern bekannt war. Vor allem Beutemodelle des Mark I standen als Vorbild Pate. Um eine rasche, rationelle Montage und Ersatzteilsicherung zu gewährleisten, wurde bei der Konzeption des A7V-U auf eine weitgehende Austauschbarkeit der Teile zwischen diesem Modell und dem regulären A7V geachtet. Daher entsprachen sich beide Ausführungen in der Anordnung des Motors, der technischen Einrichtungen sowie bei den tragenden Teilen des Laufkettenantriebs. Ein wichtiger Hauptunterschied lag in der festen Verbindung von Panzerung und Fahrgestell, die das problemlose Auswechseln des kompletten Aufbaus wie beim A7V unmöglich machte, sowie in der Gleiskettenführung. Der A7V-U hatte einen festen Turm für MG-Schützen, der Fahrer und der Kommandant saßen nicht wie beim A7V über den Motoren, sondern hatten ihren Platz in der Wannenfront. 
Wie beim regulären A7V war eine 16 Mann starke Besatzung vorgesehen. Die fest fixierte Bewaffnung bestand aus zwei 5,7-cm-Maxim-Nordenfeldt-Kanonen und vier Maschinengewehren 08/15. Es war zunächst eine Lieferung von 60 Panzern dieses Typs bis Februar 1919 geplant, die sich bis Juni 1919 auf eine Gesamtzahl von insgesamt 240 Fahrzeugen belaufen sollte. Ein Vorteil der deutschen Konstruktion war der im Gegensatz zu den Briten größere Seitenschwenkbereich der Bordkanonen, die in zwei seitlich angebrachten Geschützerkern standen. Trotzdem war der Schwenkbereich auf 110 Grad begrenzt. Da die Gefahren der toten Winkel vor den Panzerwagen erkannt worden war, wurde beim A7V-U versucht, diese Bereiche mittels etlicher Schießscharten für Maschinengewehre und Handfeuerwaffen auf ein Mindestmaß zu beschränken.

## Testergebnisse und Ablehnung

A7V-U Seitenansicht

Die Verkehrstechnische Prüfungskommission (VPK) meldete den ersten A7V-U am 5. Mai 1917 für den 1. September 1917 feldmarschfertig. Doch dieser Termin konnte nicht gehalten werden. Technische Schwierigkeiten und Probleme bei der Materialbeschaffung zögerten die Herstellung des Prototyps hinaus. Daher konnten erste Fahrversuche erst am 25. Juni 1918 unternommen werden. Es zeigte sich rasch, dass das Fahrzeug mit seinen 40 Tonnen zu schwer ausfiel und eine schlechte Schwerpunktlage besaß. Trotz seiner Wuchtigkeit stand der geplanten Besatzung im A7V-U bedeutend weniger Raum zur Verfügung als im A7V. So mussten die Schützen tief sitzend oder kniend feuern. Dennoch wollte die Sektion OIc den A7V-U so schnell wie möglich an der Front sehen. Insbesondere die Vorführung eines erbeuteten Mark IV am 19. Dezember 1917 hatte großen Eindruck gemacht.
Das Projekt A7V-U war von Anfang der Kritik wichtiger Entscheidungsträger ausgesetzt. So missfiel dem Oberingenieur Joseph Vollmer (1871–1955), dem Konstrukteur des A7V, der auch für den A7V-U verantwortlich zeichnete, dass mit den gegen Beschuss völlig ungesicherten Ketten eine wichtige Schwachstelle der alliierten Panzermodelle nun auch von deutscher Seite her nachgeahmt werden sollte. Wie Vollmer befürwortete auch das Amt der Abteilung A7V den Bau des A7V-U nicht. Dagegen stand die Sektion OIc der Abteilung OI der Obersten Heeresleitung (OHL) und bis Mitte März 1918 auch der Chef des Feldkraftfahrwesens hinter dem Projekt.
Die Produktion des A7V-U, von dem ein einziger gebauter Prototyp bei der Daimler-Motoren-Gesellschaft montiert worden war, wurde letztendlich im Juni 1918 zugunsten der von Krupp entwickelten Protze zurückgestellt. Ein wichtiges Kriterium gegen den A7V-U bildeten neben den genannten Schwierigkeiten vergleichende Zugversuche mit einem regulären A7V. Dabei wurde am A7V-U eine um 40 Prozent größere Reibung im Kettenumlauf festgestellt, als dies das Standardmodell aufwies. Zudem versandete der obere Teil der Laufkettenführung schnell. Dies war ein technischer Fehler, der sich auch beim britischen Vorbild des A7V-U zeigte. Daher wurde die Entwicklung des A7V-U am 12. September 1918 endgültig aufgegeben. Der Prototyp wurde an die in Berlin beheimatete Panzerfahrschule des Garde-Kraftfahr-Bataillons überstellt und letztendlich verschrottet.

## Technische Daten
Die technischen Daten des A7V-U-Prototyps entsprachen in vielen Bereichen denen des „normalen“ A7V.
| Hersteller           | Daimler-Motoren-Gesellschaft |
| Besatzung            | 16 Mann |
| Motor                | Doppelmotorenanlage, Daimler-Benz 165 204, 4-Zylinder-Reihenmotoren (wassergekühlt) mit paarweise zusammengegossenen Zylindern, zwei hängende Ventile pro Zylinder, untengesteuert, Doppelzentrifugal-Kühlwasserpumpe |
| Bohrung, Hub         | 165/200 mm |
| Hubraum              | je 17.000 cm³ |
| Leistung             | je 100 PS (74 kW) bei 800 bis 900/min |
| Vergaser             | Pallas-Vergaser, Drehzahlbegrenzer |
| Zündung              | Hochspannungs-Magnetzündung (Lichtbogen) |
| Schmierung           | Druckumlaufschmierung |
| Kühler               | Röhrenkühler |
| Betriebsstoff        | Benzin-Benzol-Gemisch |
| Geschwindigkeit      | 16 km/h (Straße)/4–8 km/h (Gelände) |
| Länge/Breite/Höhe    | 8,38 m / 4,89 m / 3,14 m |
| Überschreitfähigkeit | 3–4 m |
| Gesamtgewicht        | 40 t |
| Bewaffnung           | 2 Cockerill-Nordenfelt-Kasematt-Schnellfeuerkanone 5,7 cm L/26,3 4 lMG 08/15 |